# Cape Breton Highlands nationalpark
Cape Breton Highlands nationalpark är en nationalpark i Nova Scotia i Kanada, belägen på den norra delen av Kap Bretonön. Den inrättades 1936 och har en yta på cirka 950 kvadratkilometer. Genom parken går Cabot Trail, en väg som är känd för att erbjuda en av de vackraste vyerna av alla vägar i Kanada. Den västliga infarten till parken är belägen nära orten Chéticamp vid Saint Lawrenceviken och från öster nås parken via byn Ingonish vid kusten till Atlanten.

## Geografi

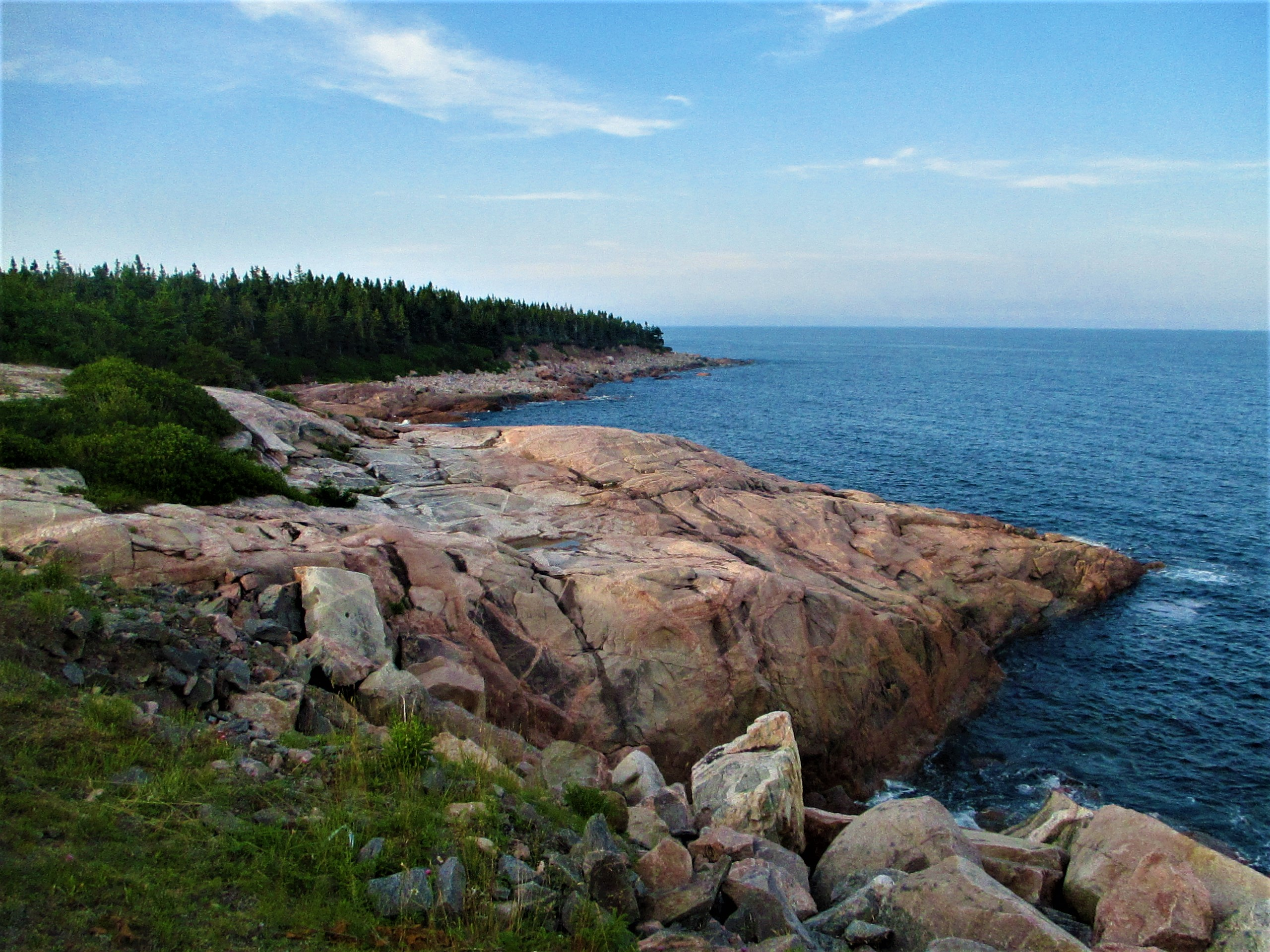

Cape Breton Highlands nationalpark domineras geologiskt av en stor högplatå vars natur består av berg, dalar, skogar, sjöar, floder och vattenfall. Högplatå som dominerar nationalparken når i de centrala delarna en höjd på cirka 500 meter över havet. Dess kant reser sig i genomsnitt upp till 350 meter redan vid kusten, varför parkens kusttrakterna är branta, särskilt på den västra sidan. På den östra sidan har platån en något mjukare sluttning mot kusten. Stränderna i nationalparken är i allmänhet steniga, men på den östra sidan finns några sandiga stränder nära byn Ingonish.

## Flora och fauna
Cape Breton Highlands nationalpark har en rik och särpräglad flora och fauna med inslag av arter typiska för både tempererat marint klimat, boreala regionen och arktiska eller alpina arter (vilka är så kallade istidsrelikter). Bland dessa arter finns flera arter som är sällsynta och skyddade. Några exempel på hotade djur som förekommer i parken är ett par arter av fjärilar och fåglar som flöjtstrandpipare och balsamskogstrast, samt nordamerikansk skogssköldpadda. Det finns cirka 40 arter av landlevande däggdjur i parken, bland annat kanadensiskt lodjur.